# Navi corsare italiane
Le navi corsare italiane furono tre imbarcazioni attrezzate per la guerra di corsa utilizzate dalla Regia Marina nel corso della seconda guerra mondiale contro il naviglio mercantile degli alleati della seconda guerra mondiale. 

## Storia
Il 6 settembre 1940, l'Ufficio Studi dello Stato Maggiore della Marina Militare Italiana compilava una prima lista di 3 moderne motonavi, appartenenti alla classe Monginevro (appartenenti alla Società Anonima di Navigazione Alta Italia; Monviso e Monginevro erano gemelle, la Monreale, invece, aveva dimensioni maggiori), in fase di costruzione presso i Cantieri Riuniti del Tirreno di Riva Trigoso, per essere trasformate in navi ausiliare atte per la guerra di corsa.
Dovevano avere un medio tonnellaggio, una notevole autonomia, e dovevano essere adatte ad intercettare e distruggere il maggior numero possibile di naviglio mercantile britannico sui mari di tutto il mondo. Furono scelte la Monginevro, il Monviso ed il Monreale quando ancora in stato di allestimento: rispettivamente al 99 %, al 96 % e al 92 %.
Le tre unità, in virtù della loro modernità, capienza e velocità, furono adibite al trasporto lungo le vitali rotte di rifornimento per il Nord Africa, un compito per cui sin dal 1941 vi era una disperata necessità di navi moderne, visto che alla dichiarazione di guerra il grosso delle unità migliori della flotta mercantile italiana fu internato o catturato dagli alleati. Andarono tutte perdute in seguito ad eventi bellici. Nel 1942 il progetto verrà abbandonato, poiché si rivelarono quasi inutilizzabili nel contrasto alla Royal Navy nel Mediterraneo.

## Le unità

### Monginevro
Costruita nel 1940, stazzava 5.324 tsl. Fu requisita il 30 settembre 1941. 
Fu due volte danneggiata da attacchi aerei: la prima il 26 febbraio 1942, la seconda, a Biserta, il 14 dicembre dello stesso anno. 
All'1.50 del 17 aprile 1943, mentre navigava da Biserta a Trapani, fu danneggiata dalle motosiluranti inglesi MTB 634 e MTB 656 a una decina di miglia da Zambretta; se ne tentò il rimorchio, ma la nave affondò verso le 7.20.

### Monviso
Costruita nel 1941, stazzava 5.322 tsl. Fu requisita il 30 novembre 1941.
Alle 15.20 del 3 agosto 1942, mentre navigava in rotta Brindisi-Navarino-Bengasi, fu colpita da due siluri del sommergibile britannico HMS Thorn, affondando a circa 8 miglia da Sidi Sueicher.

### Monreale
Costruita nel 1941, stazzava 6.989 tsl. Fu requisita il 7 febbraio 1942. Nella notte tra il 7 e l'8 agosto 1943, durante un pesante bombardamento aereo inglese su Genova, fu seriamente danneggiata.
All'armistizio era in riparazione a Genova, dove il 9 settembre 1943 fu catturata dai tedeschi. Ulteriormente danneggiata da bombe d'aereo nell'agosto 1944, fu affondata dai tedeschi il 20 agosto dello stesso anno, per bloccare il porto del capoluogo ligure. Recuperata nel 1946, fu rimessa in servizio.

## Caratteristiche
Queste tre motonavi avevano le seguenti caratteristiche:
- lunghezza di 124 metri;
- larghezza di 18 metri;
- pescaggio a pieno carico di 7,40 metri;
- avevano una stazza lorda di 5.500 tonnellate e la portata era di 8.600 tonnellate;
- potevamo raggiungere una velocità massima di 16,5 nodi, con un'autonomia massima di 12.000 miglia con una velocità media a 15 nodi.

La dotazione di nafta era di 1.730 tonnellate che permettevano un'autonomia di 40.000 miglia, pari a 5 mesi di navigazione ininterrotta nei mari.

### Armamento
- 6 cannoni da 152/40, di cui 1 a poppa, 1 a prua e 4 sui fianchi, 2 per lato, avevano una gittata massima di 16 km;
- 2 impianti binati anti-aerei e anti-nave da 37 mm;
- 2 mitragliere anti-aeree da 20 mm;
- 2 tubi lanciasiluri da 450 mm, uno per lato, installati a circa 5,50 metri sotto la linea di galleggiamento;
- 1 impianto nebbiogeno.

Le navi potevano trasportare:
- 200 granate AE per i pezzi da 152;
- 3.000 colpi per canna da 37 mm;
- 6.000 colpi per canna da 20 mm;
- 600 cariche di esplosivo sistemate in varie parti per l'autoaffondamento in caso di cattura o di grave danneggiamento;
- 100 o 150 torpedini, tipo Elia;

### Equipaggio
Ognuna delle tre navi aveva un equipaggio di:
- 12 ufficiali;
- 10 sottufficiali;
- 14 marinai-meccanici;
- 42 marinai addetti ai pezzi;
- più altri 18 marinai, tra ufficiali, sottufficiali e marinai, che componevano l'equipaggio da assalto alle altre navi.